# Hove Beaulieu
Landgoed Hove Beaulieu is een gemeentelijk monument aan aan de Staalwijklaan 7 in Laag Hees aan westzijde van Soest in de provincie Utrecht. 
De dienstwoning staat in Laag Hees dat vroeger onderdeel was van het landgoed Pijnenburg op de rand van bossen en weilanden. Het witgeschilderde woonhuis is onderdeel van een manege. De ingang bevindt zich aan de achterzijde. Onder de opkamer aan de linkerzijde is een kelder. 
De gemeente Soest organiseert in samenwerking tussen scholenwerkgroep IVN Eemland, NME Soest en journalist Hans Kruiswijk met de bewoner Jean Meerts van Beaulieu het project Van Luchtkasteel tot Dassenburcht. Dit leidde in 2008 tot de verkiezing tot landgoed van het jaar.. 